# Federico Caballé
Federico Caballé Pintaluba o Frederic Caballé i Pintaluba (Barcelona, 17 de febrero de 1893 -Barcelona, 7 de octubre de 1929) fue un barítono español especializado en el repertorio de zarzuela.
Durante su niñez se formó en los Coros de Clavé y posteriormente en el Conservatorio Superior Municipal de Barcelona debutando profesionalmente en 1919 en su ciudad natal.
Participó en los estrenos absolutos de las zarzuelas El emigrante con música de José María Franco (1921) o La alsaciana de Jacinto Guerrero (1922) si bien incorporó a su repertorio muchos de los títulos que estrenaba por esas mismas fechas el también barítono Emilio Sagi Barba con quien mantuvo una fructífera competencia artística. Ejemplos de ello son El pájaro azul, La dogaresa y El dictador obras todas con música de Rafael Millán, Los calabreses musicada por Pablo Luna o La montería de Jacinto Guerrero. Caballé contrajo matrimonio precisamente con la tiple cómica que había estrenado y adquirido fama con esta última obra, Amparo Saus Canet (nacida en 1889), con quien tuvo tres hijos, Manuel, Frederic y Amparo. Con ella formó la compañía de zarzuela Caballé, que tras su prematuro fallecimiento dirigió Amparo bajo el nombre de Compañía Saus de Caballé.
Sobre sus cualidades como cantante Florentino Fernández Girbal destacaba su perfecta declamación lírica situando al artista a la altura de otros cuatro barítonos de zarzuela de enorme popularidad en España durante los años 20 y 30: los españoles Emilio Sagi Barba, Marcos Redondo y Pablo Hertogs y el dominicano Eduardo Brito.